# Vladyslav Zubkov
Vladyslav Viktorovych Zubkov (tiếng Ukraina: Владислав Вікторович Зубков, tiếng Nga: Владислав Викторович Зубков; sinh ngày 8 tháng 4 năm 1971) là một huấn luyện viên bóng đá chuyên nghiệp và là cựu cầu thủ người Ukraina.

## Sự nghiệp câu lạc bộ
Anh ra mắt chuyên nghiệp ở Giải hạng nhì Liên Xô năm 1990 cho SC Odesa.

## Danh hiệu
- Vô địch Cúp Liên đoàn Liên Xô: 1990.
- Á quân Giải Ngoại hạng Ukraina: 1995, 1996.
- Giải 3 Giải Ngoại hạng Ukraina: 2001.
- Vô địch Giải Ngoại hạng Kazakhstan: 2002.

## Giải đấu câu lạc bộ châu Âu
- Cúp UEFA Intertoto 1996 với FC KAMAZ-Chally Naberezhnye Chelny: 6 trận.
- Cúp UEFA Intertoto 1997 với FC Lokomotiv Nizhny Novgorod: 6 trận.